# بيل براون (سياسي أمريكي)
بيل براون (بالإنجليزية: Bill Brown)‏ هو سياسي أمريكي، ولد في 21 أغسطس 1944، في هنريتا في الولايات المتحدة. حزبياً، نشط في الحزب الجمهوري. وقد انتخب عضو مجلس ولاية أوكلاهوما.

## وصلات خارجية
- الموقع الرسمي